# Kup europskih prvaka 1976./77. (košarka)
Ovo je dvadeseto izdanje Kupa europskih prvaka u košarci. Sudjelovale su 23 momčadi. Formirano je šest skupina (pet po četiri i jedna po tri), a iz svake je jedan išao u poluzavršnu skupinu iz koje su prve dvije momčadi (branitelj naslova Mobilgirgi Varese i Maccabi Tel Aviv) izborile završnicu. Daljnji poredak: CSKA Moskva, Real Madrid, Racing Mechelen, Spartak Brno. Završnica je odigrana u Beogradu 7. travnja 1977. Jugoslavija prvi put u povijesti nije imala nijednog predstavnika.

## Završnica
- Maccabi Tel Aviv -  Mobilgirgi Varese 78:77

- europski prvak:  Maccabi Tel Aviv (prvi naslov)
  - sastav ([1]): Eric Menkin, Shuki Schwartz, Tal Brody, Motti Aroesti, Aulcie Perry, Miki Berkovich, Hanan Indibo, Bob Griffin, Lou Silver, Eran Arad, Eyal Yaffe, Jim Boatwright, trener Ralph Klein